# Victor Ejdsell
Victor Ejdsell (né le 6 juin 1995 à Karlstad en Suède) est un joueur professionnel suédois de hockey sur glace. Il évolue au poste d'attaquant.

## Biographie

### Carrière en club
Formé au Viking HC, il rejoint les rangs juniors du Färjestad BK en 2013 puis fait ses débuts professionnels avec cette équipe en 2014-2015 au sein du championnat élite suédois.
Après avoir passé la saison 2016-2017 avec le BIK Karlskoga dans l'Allsvenskan, le deuxième échelon suédois, il signe le 15 mai 2017 un contrat de deux ans avec les Predators de Nashville de la Ligue nationale de hockey, bien qu'il ait signé quelques jours plus tôt un contrat avec le HV 71 dans la SHL.
Alors qu'il évolue en Suède avec le HV71, les Predators l'échangent aux Blackhawks de Chicago avec deux choix de repêchage contre Ryan Hartman et un choix de repêchage de cinquième tour. Après une saison de 34 points en 50 parties avec le HV71, il rejoint les Blackhawks après l'élimination de son club. Il joue quelques parties avec l'équipe affiliée dans la LAH, les IceHogs de Rockford, avant d'être rappelé par les Blackhawks pour faire ses débuts dans la LNH, le 26 mars contre les Sharks de San José.

### Carrière internationale
Il représente la Suède au niveau international. Il joue son premier match comme senior le 3 avril 2017 contre la Hongrie.

## Statistiques

### En club

#### Championnat
| Saison     | Équipe                | Ligue         |                   | Saison régulière  | Saison régulière  | Saison régulière  | Saison régulière  | Saison régulière  |                   | Séries éliminatoires | Séries éliminatoires | Séries éliminatoires | Séries éliminatoires | Séries éliminatoires |
| Saison     | Équipe                | Ligue         | PJ                | B                 | A                 | Pts               | Pun               | PJ                | B                 | A                    | Pts                  | Pun                  |                      |                      |
| 2013-2014  | Färjestads BK U20     | J20 Superelit | 37                | 17                | 11                | 28                | 36                | 6                 | 2                 | 2                    | 4                    | 2                    |                      |                      |
| 2014-2015  | Färjestads BK U20     | J20 Superelit | 37                | 18                | 21                | 39                | 30                | 6                 | 2                 | 3                    | 5                    | 8                    |                      |                      |
| 2014-2015  | Färjestads BK         | SHL           | 12                | 1                 | 0                 | 1                 | 0                 | -                 | -                 | -                    | -                    | -                    |                      |                      |
| 2015-2016  | Färjestads BK U20     | J20 Superelit | 8                 | 5                 | 9                 | 14                | 4                 | -                 | -                 | -                    | -                    | -                    |                      |                      |
| 2015-2016  | Färjestads BK         | SHL           | 9                 | 1                 | 0                 | 1                 | 0                 | 2                 | 0                 | 0                    | 0                    | 0                    |                      |                      |
| 2015-2016  | Timrå IK              | Allsvenskan   | 20                | 4                 | 8                 | 12                | 6                 | 5                 | 0                 | 1                    | 1                    | 6                    |                      |                      |
| 2016-2017  | BIK Karlskoga         | Allsvenskan   | 50                | 25                | 32                | 57                | 34                | 10                | 4                 | 3                    | 7                    | 8                    |                      |                      |
| 2017-2018  | HV 71                 | SHL           | 50                | 20                | 14                | 34                | 32                | 2                 | 0                 | 0                    | 0                    | 2                    |                      |                      |
| 2017-2018  | Blackhawks de Chicago | LNH           | 6                 | 0                 | 1                 | 1                 | 0                 | -                 | -                 | -                    | -                    | -                    |                      |                      |
| 2017-2018  | IceHogs de Rockford   | LAH           | 5                 | 0                 | 1                 | 1                 | 0                 | 13                | 7                 | 5                    | 12                   | 2                    |                      |                      |
| 2018-2019  | IceHogs de Rockford   | LAH           | 61                | 12                | 17                | 29                | 24                | -                 | -                 | -                    | -                    | -                    |                      |                      |
| 2019-2020  | Färjestads BK         | SHL           | 45                | 17                | 14                | 31                | 20                | -                 | -                 | -                    | -                    | -                    |                      |                      |
| 2020-2021  | Färjestads BK         | SHL           | 52                | 14                | 23                | 37                | 28                | 6                 | 1                 | 1                    | 2                    | 4                    |                      |                      |
| 2021-2022  | Färjestads BK         | SHL           | 48                | 8                 | 9                 | 17                | 45                | 19                | 8                 | 6                    | 14                   | 16                   |                      |                      |
| 2022-2023  | Färjestads BK         | SHL           | 46                | 13                | 17                | 30                | 57                | 6                 | 1                 | 1                    | 2                    | 0                    |                      |                      |
| 2023-2024  | Färjestads BK         | SHL           | 50                | 20                | 21                | 41                | 49                | 4                 | 0                 | 1                    | 1                    | 2                    |                      |                      |
| 2024-2025  | CP Berne              | NL            | Saison en cours ? | Saison en cours ? | Saison en cours ? | Saison en cours ? | Saison en cours ? | Saison en cours ? | Saison en cours ? | Saison en cours ?    | Saison en cours ?    | Saison en cours ?    |                      |                      |
| Totaux SHL | Totaux SHL            | Totaux SHL    | 312               | 94                | 98                | 192               | 231               | 39                | 10                | 9                    | 19                   | 24                   |                      |                      |

#### Tournoi
| Saison    | Équipe        | Compétition         |   | PJ | B | A | Pts | Pun                  |  | Résultat |
| 2010-2011 | Värmland      | TV-Pucken           | 8 | 0  | 0 | 0 | 6   |                      |  |          |
| 2014-2015 | Färjestads BK | Ligue des Champions | 1 | 0  | 0 | 0 | 0   | 2e place du groupe B |  |          |
| 2015-2016 | Färjestads BK | Ligue des Champions | 3 | 0  | 0 | 0 | 0   | Seizième de finale   |  |          |
| 2017-2018 | HV 71         | Ligue des Champions | 6 | 1  | 2 | 3 | 0   | 3e place du groupe D |  |          |
| 2019-2020 | Färjestads BK | Ligue des Champions | 8 | 5  | 0 | 5 | 35  | Huitième de finale   |  |          |
| 2022-2023 | Färjestads BK | Ligue des Champions | 7 | 3  | 2 | 5 | 2   | Huitième de finale   |  |          |
| 2023-2024 | Färjestads BK | Ligue des Champions | 9 | 4  | 5 | 9 | 0   | Quart de finale      |  |          |

### En équipe nationale
| Année     | Équipe | Compétition      |   | PJ | B | A | Pts | Pun       |  | Résultat |
| 2022-2023 | Suède  | Euro Hockey Tour | 3 | 0  | 0 | 0 | 0   | 1re place |  |          |
| 2023-2024 | Suède  | Euro Hockey Tour | 6 | 2  | 5 | 7 | 2   | 1re place |  |          |

## Trophées et honneurs personnels

### J20 Superelit
- Médaillé d'Argent lors de la saison 2013-2014.

### Allsvenskan
- Meilleur joueur[Note 1] de la saison 2016-2017.
- Meilleur attaquant lors de la saison 2016-2017.
- Joueur ayant inscrit le plus de points lors de la saison 2016-2017 (57).

### SHL
- Champion de Suède 2022 avec le Färjestads BK.